# Ґен (мова)
Ґен — мова, що належить до нігеро-конголезької макросімʼї, вольта-нігерської сімʼї. Поширена в Того (Приморський регіон) і Беніні (департаменти Моно і Атлантичний). В Того виходять радіопередачі, в Беніні вивчається в початковій школі.

## Писемність
Мова ґен почала записуватись ще із 17 століття. В Того латинська абетка має наступний вигляд.
| A a | B b | C c  | D d | Ɖ ɖ | E e | Ɛ ɛ | F f | G g | Gb gb | Ɣ ɣ |
| --- | --- | ---- | --- | --- | --- | --- | --- | --- | ----- | --- |
| /a/ | /b/ | /t͡ʃ/ | /d/ | /ɖ/ | /e/ | /ɛ/ | f/  | /g/ | /ɡ͡b/  | /ɣ/ |

| H h | X x | I i | J j  | K k | Kp kp | L l | M m | N n | Ny ny | Ŋ ŋ | O o |
| --- | --- | --- | ---- | --- | ----- | --- | --- | --- | ----- | --- | --- |
| /h/ | /x/ | /i/ | /d͡ʒ/ | /k/ | /k͡p/  | /l/ | /m/ | /n/ | /ɲ/   | /ŋ/ | /o/ |

| Ɔ ɔ | P p | R r | S s | T t | U u | V v | W w | Y y | Z z |
| --- | --- | --- | --- | --- | --- | --- | --- | --- | --- |
| /ɔ/ | /p/ | /l/ | /s/ | /t/ | /u/ | /v/ | /w/ | /j/ | /z/ |

- Носові голосні передаються написанням тильди (◌̃) на відповідною буквою для голосного: ã [ã], ɛ̃ [ɛ̃], ĩ [ĩ], ɔ̃ [ɔ̃], ũ [ũ]. Голосні [e] і [o] носовими бути не можуть.

## Зображення

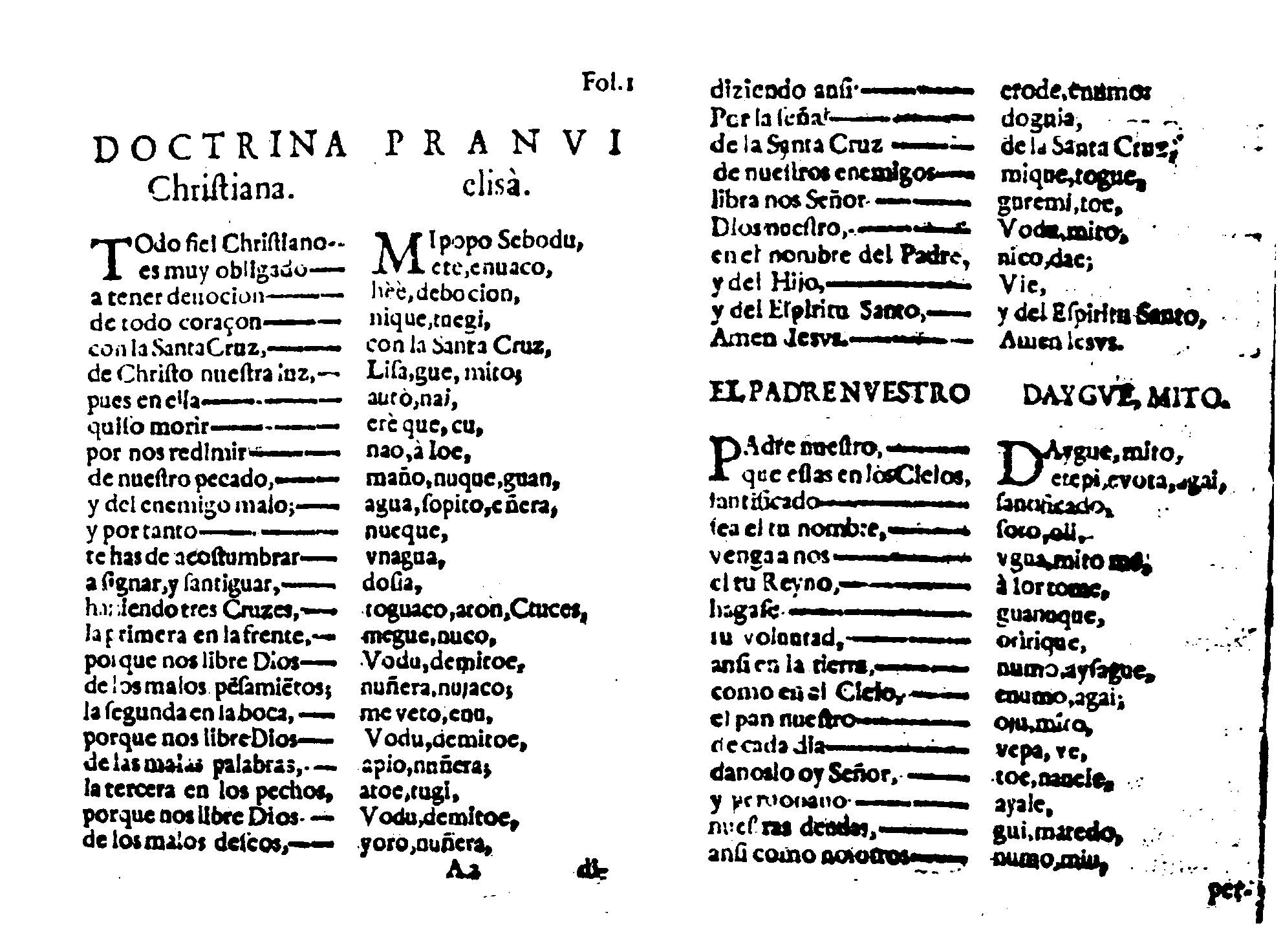
Перша сторінка іспано-ген книги 1658 року «Doctrina Christiana».